# رحلة البوكيمون (مسلسل)
رحلة البوكيمون: المسلسل (بالإنجليزية: Pokémon Journeys: The Series)‏ هي السلسلة السابعة من مسلسل أنيمي بوكيمون، المعروفة في اليابان باسم (باليابانية: ポケットモンスター Poketto Monsutā)، و تمتد من الموسم الثالث والعشرون الى الموسم الخامس والعشرون.
تم عرض السلسلة لأول مرة من 17 نوفمبر 2019 على قناة تلفزيون طوكيو، وفي الولايات المتحدة، تم إصدارها لأول مرة من 12 يونيو 2020 على نتفليكس، مما يجعلها أول سلسلة بوكيمون لا يتم بثها على البث التلفزيوني التقليدي في الولايات المتحدة، على عكس المسلسلات السابقة.
تم عرضها لأول مرة في كندا على تيل تون أسبوعيا من 9 مايو 2020. وصدرت في العالم العربي على شبكة نتفليكس إبتدا من 1 يوليو 2021.
تتبع هذا السلسلة مغامرات آش كيتشام و غوه أثناء سفرهما عبر جميع المناطق الثمانية لمسلسل بوكيمون، بما في ذلك منطقة Galar الجديدة من بوكيمون سورد وشيلد.
تشمل الشخصيات الداعمة البروفيسور سوريز، باحث بوكيمون يشرف على مهام آش وغوه، وابنته كلوي، صديقة الطفولة لغوه.
في 23 أبريل 2020، أعلنت شركة البوكيمون العالمية أن نتفليكس قد ضمنت حقوق الولايات المتحدة في إصدار مواسم مستقبلية، بدءًا من "رحلة البوكيمون".

## الإنتاج
تم إنتاج السلسلة بواسطة استوديو OLM، Inc. (الذي كان يُعرف سابقًا باسم "أورينتال لايت آند ماجيك")، وهو الاستوديو الرئيسي المسؤول عن الرسوم المتحركة لمسلسل بوكيمون منذ سنوات. عمل الاستوديو على تقديم رسومات ملونة وحيوية، مع استخدام تقنيات الرسوم المتحركة الرقمية والنماذج ثلاثية الأبعاد، خاصة في معارك بوكيمون.
تم إخراج السلسلة تحت إشراف "تتسو ياجيما"، الذي كان له دور كبير في مواسم سابقة من المسلسل. تحت قيادته، استمرت السلسلة في التركيز على رحلة "آش كيتشام" مع الرفيق الجديد "غوه"، بالإضافة إلى القصة الرئيسية التي تدور حول "سلسلة التتويج العالمية" واستكشاف المناطق المختلفة.
في اليابان، استمر الممثلون الصوتيون في أداء أدوارهم من المواسم السابقة:
- "ريكا ماتسوموتو" أدت صوت "آش كيتشام (ساتوشي باليابانية)".
- "يوكي كاجي" أدى صوت "غو".
- العديد من الممثلين الصوتيين المعروفين عادوا لأداء أدوارهم، مثل "ميغومي هاياشيبارا" التي أدت صوت بوكيمونات شهيرة مثل "مياوث".

تم تأليف موسيقى السلسلة بواسطة "كوجي ماكاين"و، الذي ساهم في تأليف موسيقى العديد من مواسم بوكيمون السابقة. تم أداء الأغاني الافتتاحية والختامية من قبل فنانين مشهورين في موسيقى الجي بوب، مما استمر في تقليد تقديم أغانٍ حماسية ونشيطة للسلسلة.
مثل العديد من الإنتاجات الحديثة في الأنمي، استخدمت السلسلة تقنيات متقدمة في الرسوم المتحركة، حيث تم دمج الرسوم المتحركة ثنائية الأبعاد مع الرسوم ثلاثية الأبعاد في معارك بوكيمون. البوكيمونات تُعرض عادةً بنمط ثلاثي الأبعاد خلال المعارك، بينما تظل الشخصيات والخلفيات رسومًا ثنائية الأبعاد. هذا الدمج يتيح مشاهد ديناميكية ومثيرة للاهتمام أثناء المعارك.

## القصة
| هدف "آش" مواجهة "ليون"، أحد أهم المدربين في العالم. هدف "غو" الإمساك بكل أنواع البوكيمون، منها "ميو". هذه قصة رحلتهما المليئة بالمغامرات في عالم البوكيمون. |
| —مقدمة السلسلة |

تدور أحداث السلسلة حول مغامرات "ساتوشي" (أو آش كيتشوم في النسخة الإنجليزية) وصديقه الجديد "غو"، اللذين يسافران معًا في رحلة حول العالم لمقابلة بوكيمونات جديدة ومواجهة تحديات مثيرة. في هذه السلسلة، يستكشف الثنائي العديد من المناطق الجديدة، ويتعرفان على بوكيمونات لم يسبق لهما رؤيتها من قبل، وتسلط الضوء على علاقتهم مع البوكيمونات ومع تطورهم الشخصي.
في بداية السلسلة، لا يزال "آش" يواصل هدفه الأكبر: أن يصبح أفضل مدرب بوكيمون في العالم. بعد فوزه ببطولة منطقة "ألولا" (Alola)، يقرر "آش" الانطلاق في رحلة جديدة للتوسع في معرفته عن البوكيمونات والتعرف على مناطق جديدة. يأمل في أن يصبح بطل العالم في المعارك، وأن يكتسب مزيدًا من الخبرة من خلال المعارك مع مدربين مختلفين في جميع أنحاء العالم.
"غو"، الصديق الجديد لـ "آش"، هو شاب طموح، ينتمي إلى مدينة "فيرميليون" في منطقة كانتو. يهدف "غو" إلى جمع جميع أنواع البوكيمونات الموجودة في العالم، بداية من "ميو" (Mew) الأسطوري، وهو هدف طموح يرافقه طوال السلسلة. يمتلك "غو" جهازًا خاصًا يسمى "الـPokédex" الذي يساعده في التقاط البوكيمونات. يلتقط "غو" العديد من البوكيمونات على مر السلسلة ويواجه تحديات في كيفية تدريبهم وتكوين فرق قوية.
أثناء رحلتهما، يلتقي "آش" و"غو" مع العديد من البوكيمونات الأسطورية والنادرة. تبدأ المغامرة بالتعرف على "لوغيا"، البوكيمون الأسطوري الذي يعتقد أنه يحكم على التوازن في العالم. سعي "غو" لإيجاد "ميو" و"آش" لتحقيق حلمه في المعركة مع أقوى المدربين، يجمعهم في مغامرات مثيرة ومليئة بالمخاطر.
التحديات والمنافسات
تتضمن القصة مجموعة من المعارك والبطولات التي يخوضها "آش" و"غو" ضد مدربين آخرين. يظهر العديد من الشخصيات المهمة مثل "ليون" و"رايهان"، الذين يتنافسون مع "آش" لتحقيق التفوق في البطولات العالمية. حيث يسعى "آش" لرفع مستوى مهاراته، بينما "غو" يختبر استراتيجيات جديدة للحصول على البوكيمونات النادرة

## الشخصيات
- آش كيتشوم (Satoshi)

آش هو بطل السلسلة الذي بدأ رحلته في عالم بوكيمون منذ سنوات. يواصل سعيه ليصبح بطلًا عالميًا في معركة البوكيمون، ويمتلك العديد من البوكيمونات الشهيرة مثل "بيكاتشو". يتميز آش بشجاعته وحماسه للاستمرار في التعلم واكتساب الخبرات الجديدة.
مؤدية الصوت : رنا الرفاعي.
- غو (Goh)

غـو هو شخصية جديدة في السلسلة وهو شاب طموح يرغب في جمع كل أنواع البوكيمون، بما في ذلك الأساطير النادرة. يتمتع غـو بشخصية هادئة وعقلية بحثية، وهو يستخدم جهاز "الـPokédex" الذي يساعده في الإمساك بالبوكيمونات.
مؤدية الصوت : لمى مرعشلي.
- كلوي (كوهارو)

هي شخصية جديدة في السلسلة. هي صديقة لـ "غو" وتظهر في العديد من الحلقات. تتمتع بشخصية مرحة وحيوية، وهي من مدينة فيرميليون بمنطقة كانتو وهي إبنة "البروفيسور سيريز". تلعب دورًا مهمًا في تقديم الدعم لـ "غو" في سعيه للحصول على جميع أنواع البوكيمونات.
مؤدية الصوت : غدير بزي.
- البروفيسور سوريز

الاسم الياباني: ساكوراجي هاكاسي
مؤدي الصوت : فادي الرفاعي.
أستاذ بوكيمون وأستاذ مختبر سوريز (ساكوراغي) في مدينة فيرمليون (كوشيبا) والتي تقع بالقرب من مدخل البحر في جنوب إقليم كانتو وهو والد كلوي (كوهارو) هدفه دراسة كل شيء عن البوكيمون لفهمها بشكل أفضل وهو مخول لإعطاء المدربين الجدد واحد من بوكيمونات البداية الثلاثة بإقليم كانتو قبل بدء رحلتهم.
- ليون

الاسم الياباني: داندي
مؤدي الصوت : حسان حمدان.
هو بطل البوكيمون في إقليم "غالار" والمصنف الأول عالميا في بطولة العالم. ويطلق عليه بالبطل الذي لايهزم.
- بي

الاسم الياباني: سايتو
هي قائد الصالة الرياضية في مدينة "ستو-أون-سايد" (لاتيرال) والمعروفة رسميًا باسم ملعب ستو-أون-سايد (لاتيرال) وهي مدينة تقع في وسط غرب إقليم "غالار". وهي متخصصة في البوكيمونات من النوع القتالي. وتعطي شارة القتال للمدربين الذين يهزمونها.
تتمتع بشخصية قوية، ومن خلال التدريب الصارم الذي تحملته منذ صغرها، طورت الانضباط وأخلاقيات العمل القوية في كل من معارك الكاراتيه والبوكيمون، وهي على استعداد لدفع نفسها إلى أقصى الحدود لتحسين الذات وتتوقع نفس الشيء من بوكيموناتها الخاصة، ورغم صرامتها إلا أنها تمتلك جانب لطيف كحبها للحلويات.
- رايهان

الاسم الياباني: كيبانا
هو قائد الصالة الرياضية في مدينة "هامرلوك" (نوكل) والمعروفة رسميًا باسم ملعب هامرلوك (نوكل)، وهي مدينة مليئة بالقصور تقع في وسط إقليم "غالار". وهو متخصص في البوكيمونات من نوع التنين، ويعطي شارة التنين للمدربين الذين يهزمونه، ومعروف أيضًا باستخدامه تكتيكات الطقس في معاركه.
يُنظر إلى أنه عمومًا أكثر قادة الصالات مهارة في إقليم "غالار". وسعى جاهدًا لتحقيق النصر في كل بيئة ونتيجة لذلك تبنى أسلوب المعركة، حيث يستخدم تأثيرات الطقس إلى أقصى حد.
- سونيا

هي حفيدة البروفيسور ماغنولياv ومساعدتها كما أنها صديقة طفولة ليون (داندي)، وتعد ذكية تمامًا رغم أنها مشتتة قليلاً. وهي مهتمة في متابعة الحقيقة وراء أسطورة ملك "غالار" وأسطورة السيف والدرع، وتنشر النتائج التي توصلت إليها في كتابها الخاص، وهو إنجاز يساعدها على الاعتراف بها كأستاذة مثل جدتها.
- البروفيسور ماغنوليا

الاسم الياباني: ماغنوليا هاكاسي
هي أستاذة بوكيمون بإقليم "غالار"، متخصصة في علم تضخم البوكيمونات، وهي مخولة لإعطاء المدربين الجدد واحد من بوكيمونات البداية الثلاثة بإقليم "غالار" قبل بدء رحلتهم، ويقال إن سكان غالار كانوا متحمسين للغاية عندما قدمت نتائجها حول ظاهرة التضخم منذ بضع سنوات، مما أدى إلى استخدام هذه الظاهرة في ثقافهم الحالية.
- روز

هو رئيس شركة ماكرو كوزموس ورئيس رابطة دوري البوكيمون بإقليم "غالار". ولقد كان أول شخص يؤيد ليون (داندي) كبطل وقام أيضًا بتصميم وتطوير مدينة ويندون (شوت) بإقليم "غالار" وهو متخصص في البوكيمونات ذات النوع الحديدي.
- على الرغم من أن السلسلة تقدم شخصيات جديدة، إلا أنها تُعيد تقديم العديد من الشخصيات القديمة مثل "داون" و"كورينا" و"أيريس"، مما يعزز الترابط بين الأجيال السابقة من السلسلة والحالية. هذه الشخصيات تظهر في بعض الحلقات لدعم "آش" و"غو"، سواء من خلال تقديم المشورة أو التحديات. من خلالهم، يتمكن "آش" من أن يتعلم من أخطاء الماضي ويقوم بتطوير مهاراته.

## طاقم العمل العربي
ترجمة: ماري تيريز غيا
إخراج الدبلجة: علاء بيطار، غدير بزي، سمير فهد
الأصوات العربية:
- رنا الرفاعي ـ آش

- لمى مرعشلي ـ غوه

- فادي رفاعي ـ البروفيسور سوريز

- غدير بزي ـ كلوي

- ريمون فرنسيس ـ المعلق

- أسمهان بيطار ـ جيسي، سينثيا

- عبدو حكيم ـ جايمس

- حسن حمدان ـ مياوث

- جيهان ملا ـ الممرضة جوي

- حسان حمدان ـ ليون

- ليلى شماس ـ كريسا، آليستر

- غسان حداد ـ رن، كيلن

- سام غصن ـ ميوتو

- زياد ابو منذر

- سهير ناصر الدين ـ ديليا، هوراس، دانيكا

- علاء زاعور

- جوزيف عقيقي

- يمنى بو حنا

- كريستيان الزغبي

- ندى نصر ـ سونيا

- ميرنا حسيني

- سيلفانا فلفلي ـ البروفيسور ماغنوليا

- شربل أيوب ـ مدير متحف العلوم، قائد فريق التنقيب

- إبراهيم ماضي ـ جيوفاني، البروفيسور امارانث

- عماد فغالي ـ لانس

- علي سعد

- روزي خولي ـ اوبال

- إيمان بيطار ـ الضابطة جيني، داون، آيرس

- رالين داغر ـ هاتف روتوم الخاص بغوه

- جيل يوسف ـ بروك

- فادي عبود ـ غاري أوك، آلين

- علاء بيطار

- جمانة الزنجي ـ ميستي

- سعد حمدان ـ البروفيسور آوك

- جود شهيب ـ هوب

- داليا خليفة ـ ديانثا، إيريكا

- شادي شمس ـ ستيفن ستون

- سيلويت حديب ـ بيا

- حسن مصري ـ بيرز

## قائمة الحلقات

### رحلة البوكيمون
الموسم الثالث والعشرون من المسلسل، صدر على نتفليكس في 1 يوليو 2021.
| رقم الحلقة | عنوان الحلقة                                       | وصف للحلقة |
| ---------- | -------------------------------------------------- | --- |
| 01         | دخول بيكاتشو!                                      | رغم تحمّسه لحضور مخيّم البروفيسور "أوك" للبوكيمون يغطّ "آش" في النوم حين يحلّ الموعد، فيما يصل الوافد الجديد المتحمّس "غو" في الوقت المناسب       |
| 02         | الأسطورة؟ هيا! الأصدقاء؟ هيا!                      | يدعو البروفيسور "أوك" "آش" إلى حفل افتتاح مختبر البروفيسور "سيريز" الجديد في مدينة "فيرميليون"، فيما ينطلق "غو" للإمساك ببوكيمون أسطوري.     |
| 03         | برج أيفيصور الغامض!                                | يطلب البروفيسور "سيريز" من "آش" و"غو" التحقيق في الظهور المفاجئ لـ"أيفيسور" في مدينة "فيرميليون"، لكنّ الباحثين يختلفان بشأن أسلوبيهما.       |
| 04         | تسوية سوكورباني!                                   | يتوجّه "آش" و"غو" إلى منطقة "غالار" في مهمّة. وأثناء استراحتهما، تسرق مجموعة من البوكيمونات حقيبة ظهر "آش"… وتذكرتا القطار في داخلها.          |
| 05         | دايناماكس معزز القوة!                              | ينطلق "آش" و"غو" بعد نزولهما من القطار بحثًا عن بوكيمون "دايناماكس". وفي الوقت نفسه، يلاحقهما "سكورباني".                                     |
| 06         | العمل للعودة إلى ميو!                              | بعد معرفة المزيد عن وظيفتي التطبيق على هاتف "روتوم" الخاصّة بهما من البروفيسور "سيريز"، ينطلق "آش" و"غو" للإمساك ببعض البوكيمونات المحلّية.    |
| 07         | جائزة كأس النادي !                                 | يسافر "آش" و"غو" إلى منطقة "هووين"، حيث يُسجّل "آش" اسم "غو" في بطولة جائزة كأس الناي، ويمثل "هودج" وشريكه "هارياما" أوّل خصمين لهما.           |
| 08         | سباق الجبل الجليدي!                                | بعدما يعثر أفراد المجموعة على "بيبلاب" منهكٍ، يتوجّهون إلى مدينة "سنوبوينت" في منطقة "سينوه" لجمع شمله مع مدرّبته… ويتبعهم فريق "روكيت".        |
| 09         | إيجاد أسطورة!                                      | يعجّ الإنترنت بأخبار تفيد بأنّ البوكيمون الأسطوري "هو أو" قد شوهد في منطقة "جوتو"، فيتوجّه الباحثان إلى مدينة "إكروتيك" للتحقيق في الأمر.       |
| 10         | سعي دراغوناير للطيران!                             | بعد تصريح قبطان سفينة بأنّ أحد الـ"دراغونايت" قد أنقذه، ينطلق "غو" و"آش" بحثًا عن جزيرة "دراغونايت" التي يعتقدان أنّها موجودة في مكان ما.       |
| 11         | أفضل صديق… أسوأ كابوس!                             | بينما يتعامل طاقم المختبر مع انقطاع غامض للكهرباء، تُفكّر "كلوي" في مستقبلها وعلاقتها بالبوكيمون.                                              |
| 12         | مواجهة شرسة!                                       | يمنح البروفيسور "سيريز" "آش" و"غو" تذكرتين لحضور نهائيّات حفلة التتويج العالمية في منطقة "غالار" حيث يتنافس أقوى المدرّبين من أجل نيل المجد.   |
| 13         | أفضل الأفضل!                                       | حين يقاطع "جيغانتاماكس دريدناو" نهائيات حفلة التتويج العالمية سعيًا وراء فريق "روكيت"، ينطلق "آش" و"غو" وبوكيمونيهما للمساعدة.                |
| 14         | غارة في الأثار!                                    | يسافر "آش" و"غو" إلى منطقة "يونوفا"، حيث يتوجّهان إلى آثار موقع "التايتن" المكتشفة حديثًا في "منتجع الصحراء" للبحث عن بوكيمون.                 |
| 15         | البحث في الثلج!                                    | تجبر الثلوج في مدينة "فيرميليون" البروفيسور "سيريز" على إغلاق المختبر من أجل صيانة النظام فيعود "غو" إلى منزله لبضعة أيام بغرض زيارة عائلته. |
| 16         | اللعنة المفاجأة!                                   | تتواصل مطاردات "غينغر" في المختبر، ويتعهّد "آش" و"غو" أن يمسكا ببوكيمون الأرواح الشرّيرة، فيما يشرح البروفيسور "سيريز" تاريخ المختبر الخارق.   |
| 17         | من الحاضر إلى... إلى المستقبل!                     | يصمّم "سكورباني" على تعلّم حركة "إمبر" الهجومية بعدما يسخر "دارمانيتان" منه في معركة تدريبية، لكنّ الاستحواذ على انتباه "غو" يُشكّل صعوبة.        |
| 18         | الهدف: التتويج!                                    | يتوجّه "آش" و"غو" إلى "فيرميليون"، وهناك يتحدّى "آش" قائدة الماسات البديلة باعتبارها منافسته الأولى في مسابقة حفلة التتويج العالمية.           |
| 19         | موهبة للتقليد!                                     | يزور "غو" و"آش" موقع تصوير، حيث يفرّ النجم "ديتو" بعد شجار مع المُخرج. وحين ينطلقان للبحث عنه، يكون قد التقى بفريق "روكيت" وسقط في قبضته.      |
| 20         | مجموعة أحلام!                                      | يبدأ يوم توجيه البوكيمون في الصباح الباكر، فيقود كلّ من "آش" و"غو" والبروفيسور "سيريز" مجموعة من الأطفال في رحلة شاقة عبر مدينة "فيرميليون".  |
| 21         | البيض الغامض!                                      | بعد معرفة أمر بيوض البوكيمون، يسعى "غو" للعثور على واحدة، وتنتهي آخر مباراة لـ"آش" ضمن سلسلة التتويج العالمية بشعوره بأنّ ثمّة شخصًا يناديه.    |
| 22         | وداع صديق!                                         | ينطلق "آش" و"غو" إلى منطقة "هووين" لرؤية هجرة "بيوتيفلاي" السنوية، ولكن عليهما أوّلًا العثور عليها. ويتصرّف "رابوت" المرافق لـ"غو" بغرابة.      |
| 23         | رعب في المتنزه!                                    | يبدو أنّ أحدهم يسرق الطعام الذي يتركه الباحثان للبوكيمونات في متنزه "سيريز". وللقبض على الجاني، يخيّم "آش" و"غو" هناك.                         |
| 24         | صاروخ صغير وإسترخاء!                               | يذهب فريق "روكيت" إلى منطقة "سينو" لقضاء عطلة، لكنّ صفو إجازتهم يتعكّر حين يصل "آش" و"غو" للبحث عن بوكيمون خاصّ.                                |
| 25         | لقاء لم الشمل!                                     | يتوجّه "آش" و"غو" إلى منطقة "كالوس"، حيث يريد "غو" الإمساك ببوكيمون "كالوس"، ويضع "آش" نصب عينيه مهرجان معارك سلسلة التتويج العالمية.         |
| 26         | تتويج سلوكينج! /معارك ومواجهات طاحنة للفوز بالتاج! | يشارك "غو" و"ماجيكارب" العملاق في مسابقة قفزة "ماجيكارب" الأعلى السنوية العاشرة ويقصد مع "آش" جزيرة "سلوبوك" على أمل إمساك بوكيمون "سلوبوك". |
| 27         | معركة شرسة!                                        | يمنح البروفيسور "سيريز" "آش" و"غو" تذكرتين لمعركة المسابقة الأهم ضمن حفلة التتويج العالمية في "غالار"، ويشهدان مواجهة "رايهان" للبطل "ليون". |
| 28         | تفجير المشاعر!                                     | يتسلّل "سوبل" إلى "آش" و"غو" أثناء تناولهما الطعام في "مركز ويندون للبوكيمون"، ويتعيّن عليهما تتبّع أثر بكاء أشخاص من أجل الإمساك به.           |
| 29         | البوكيمون المصاب!                                  | يجلب "يامبر" "بيدوف" مُصابًا إلى المنزل، فيقرر البروفيسور "سيريز" وعائلته الاعتناء به حتى يستردّ عافيته، وتنشغل "كلوي" في الحفاظ على السلام.    |
| 30         | إنزعاج وغيرة شديدة!                                | بينما تستمرّ نجاحات "آش" و"ريولو" عقب آخر معركة في حفلة التتويج العالمية، يشعر "بيكاتشو" بالغيرة، ويتبع والدة "آش" إلى المنزل بعد زيارتها.    |
| 31         | رابط قوي!                                          | تطلب "كلوي" من "آش" و"غو" التدخّل في مدرسة شقيقها الأصغر "باركر" بعد انزعاج صديقته "جيني" بسبب اعتقاد الأطفال الآخرين أن "فيباس" ليست رائعة.  |
| 32         | العودة بالذاكرة!                                   | ينضمّ "غو" إلى والديه لقضاء إجازة عائلية في منطقة "جوتو". وبينما يتجوّل في الغابة، يتذكّر أنّه قابل مدرّبًا آخر هناك منذ ثلاث سنوات.               |
| 33         | تجارة، إستعارة وسلب!                               | ينظّم مركز البوكيمونات المحلّي حدثًا لتبادلها. وحين يتوجّه "آش" و"غو" للتحقّق من الأمر، يلتقيان بمدرّبة مولعة بالبوكيمون من نوع الحشرة.            |
| 34         | وحدة وخطر!                                         | يسافر "آش" إلى مدينة "سافرون" لمواجهة خصمه التالي. ولكن حين يعلم أنّ "ملك الكاراتيه" قد هُزم، يتحدّى الفائزة عوضًا عنه.                          |
| 35         | سنمسك.. بماذا؟!                                    | يقرّر "غو" الإمساك بـ"بيكاتشو"، فيخبره البروفيسور "سيريز" أنّ هذا النوع منتشر بكثرة في الجبال… ولكنّ فريق "روكيت" أيضًا يسعى للإمساك بأحدها.     |
| 36         | داخل.. العاصفة الرملية!                            | بعدما يقاتل "آش" خصمين جديدين في حفلة التتويج العالمية، ينطلق باحثان من مختبر "سيريز" إلى منطقة "هووين" للتحقيق في أمر عاصفة رملية.          |
| 37         | حفلة السفر الجديدة!                                | يتّجه "آش" و"غو" إلى منطقة "ألولا" ويلتقيان بالبروفيسور "كوكوي" والبروفيسورة "بورنيت" وأصدقاء "آش" من البوكيمون والبشر في مدرسة البوكيمون.    |
| 38         | آلة الترميم!                                       | يزور "آش" و"غو" متحف "بيوتر" للعلوم برفقة "كلوي"، ثمّ يتّجه "غو" إلى موقع حفر عامّ بحثًا عن بوكيمون أحفور، لكنّ فريق "روكيت" هناك.                |
| 39         | حركات في النادي الرياضي!                           | يتوجّه "غو" و"آش" إلى نادي "سيانوود" الرياضي في منطقة "جوتو" لكي يتسنّى لـ"آش" مواجهة "بيا" في معركة انتقام ضمن حفلة التتويج العالمية.         |
| 40         | معركة الغارة المُفرقِعة!                             | تجتاح الغيوم يومًا دافئًا في مدينة "فيرميليون"… فيشكّ "آش" و"غو" والبروفيسور "سيريز" أنّ البوكيمون الطائر الخرافي "زابدوس" يحوم في الجوار.       |
| 41         | لغة بيكاتشو! / عالق حتى عنقك!                      | حين يصاب "ميوث" بزكام، تستعرض "جيسي" و"جيمس" فيديو يظهر فيه "بيكاتشو" الخاص بـ"آش". وخلال السير في الغابة، يساعد "آش" و"غو" "مارشتومب" برّي.  |
| 42         | السيف والدرع: الغابة الناعسة!                      | ينطلق "آش" و"غو" إلى منطقة "غالار" للتحقيق في ظاهرة "دايناماكس". وحين يتوقّف القطار توقّفًا طارئًا، يلتقيان ببوكيمون غريب في غابة غامضة.         |
| 43         | السيف والدرع: اليوم الأحلك!                        | فيما يتحرّى "غو" و"سونيا" عن "اليوم الأحلك" في "تورفيلد"، يتسلّل فريق "روكيت" إلى محطة الطاقة في "غالار"، ويتجه "آش" و"ليون" إلى هناك أيضًا.    |
| 44         | السيف والدرع: من هنا إلى إتيرناتوس!                | يتوجّه "آش" إلى "ستو أون سايد" للقاء "سونيا" و"غوه"، اللذين استنتجا أنّ "اليوم الأحلك" هو "بوكيمون". وفي محطة الطاقة، يواجهه "ليون" مباشرةً.    |
| 45         | السيف والدرع: انبعاثة الأساطير!                    | في الملعب، لا يمكن لـ"ليون" وفريق "روكيت" مجابهة "إتيرناتوس". ويواجه "آش" السيّد "روز" فيما يقاتل "غو" "أوليانا" لإحراز تقدّم وإنهاء الفوضى.   |
| 46         | ما يفوق التوقّعات!                                  | بعد رصد طاقة نفسية على جزيرة "سيرو"، يتوجّه "آش" و"غو" إلى هناك أملًا في العثور على "ميو"… ولكن عند وصولهما، يقابلان "ميوتو"، العدوّ القديم.    |
| 47         | بطل مسابقة الأكل!                                  | يتنافس "آش" و"غو" برفقة بوكيموناتهما في مسابقة البوكيمون للأكل في "فيرميليون" للفوز برحلة إلى "يونوفا"، لكنّ فريق "روكيت" يريد الفوز أيضًا.    |
| 48         | النجاة بأعجوبة!                                    | يصل "آش" و"غو" إلى مدينة "كاستيليا" ضمن الرحلة التي فاز بها "غو"، غير مُدركين أنّ فريق "روكيت" يتربّص لاختطاف "بيكاتشو".                        |

### رحلة سيد البوكيمون
الموسم الرابع والعشرون من المسلسل، صدر على نتفليكس في 2 سبتمبر 2022.
| رقم الحلقة | عنوان الحلقة                                  | وصف للحلقة |
| ---------- | --------------------------------------------- | --- |
| 01         | أن نتدرب أو ألا نتدرب!                        | تهرب "إيفي" الغامضة من مختبر "إيفي للتطوّر" وتلتقي بـ"كلوي". وأثناء ذلك، يحوك فريق الصاروخ خطّة للاستيلاء على بعض بوكيمونات الطلّاب.                           |
| 02         | قليل من هذا، قليل من ذاك!                     | يقصد "آش" و"غو" و"كلوي" إقليم "غالار" لاستكشاف بعض الحفريات الغريبة هناك، ويسعى الباحثون في الموقع إلى إعادة بناء بوكيمون من العصور القديمة.                |
| 03         | تجارب ليكون سيد الكراث                        | أثناء قيام "آش" و"غو" بالتحقيق في انطلاق "جيوديود" من بين النفق الصخري، يلتقيان بمدرّب يقبل تحدّي "آش" في معركة التتويج العالمية ضدّ "غوردور"!                 |
| 04         | كيف ستبقيهم بعيدين عن المزرعة؟                | يطلب طالب سابق للبروفيسور "سيريز" المساعدة في التعامل مع بعض بوكيمونات "ديغليت" و"دوغتريو" التي تُفسد مزرعته، فيتفقدها "غو" و"آش" و"كلوي"                    |
| 05         | شفاء المعالج!                                 | عند سماعهما شائعات تفيد بمشاهدة البوكيمون الأسطوري "سويكون" في بحيرة ما، يسافر "غو" و"آش" إلى منطقة "جوتو"، حيث يجدان بقعة يلوّثها البشر.                    |
| 06         | أضواء، كاميرا، ردة فعل!                       | يزور "غو" و"آش" موقع تصوير فيلم جاسوسي شهير. وعندما يحبط النجم "إنتيليون" هجوم فريق الصاروخ بأسلوب سينمائي مثير، يشعر "سوبل"، بوكيمون "غو"، بالإلهام.       |
| 07         | حكايتك وغابة غليموود!                         | تتوجّه "كلوي" و"آش" و"غو" إلى غابة "غليموود" لمعرفة المزيد عن "رابيداش" و"بونيتا" من "غالار". وحين يفترقون، تنتظرهم مغامرات من كتاب الحكايات.                |
| 08         | البحث عن الفروسية!                            | بعدما يسمع "آش" و"غو" عن "ويكستروم"، مدرّب من مجموعة المحترفين الأربعة في منطقة "كالوس"، يقصدان قلعته لخوض اختباره بصحبة "فارفيتشد" و"سايثر".                |
| 09         | ذكريات مفعمة بالحنان!                         | فيما يستغلّ "آش" و"غو" برودة الطقس للعثور على بوكيمون الثلج، تستمتع "كلوي" بالوقت الرائع الذي تقضيه بصحبة المساعدة في المختبر، "كريسا"، في شقتها.            |
| 10         | الالتصاق بالغولبين! /عيون على الهدف!          | حين يُطلق "بيليبر" ضمن فريق الصاروخ الكثير من بوكيمونات "غولبن" من حافظة الجوائز، تسود المتاعب مدينة "فيرميليون" ثم يبدأ سباق يشارك فيه "تشوتل".             |
| 11         | منزل غروكي الحقيقي!                           | يعثر "غو" على "غروكي" في المختبر ويحاول إمساكه ليكتشف أنّه يتبع لشخص آخر، ثمّ ينطلق مع "آش" في عملية بحث لمعرفة مكان مالكه.                                   |
| 12         | ما بعد الفروسية... الهدف أن يصبح سيد الكراث.! | يقابل "آش" المتدرّب "رينتو"، الذي ينضمّ أيضًا إلى سلسلة التتويج العالمية، في مركز البوكيمون، ويتّحد مع "فارفيتشد" ضدّ "رينتو" و"غالاد" في مباراة العودة!         |
| 13         | خدمة ممتعة!                                   | يقدّم "غو" و"آش" المساعدة للعاملة "مولتا" بعد إصابة شريكها. وأثناء ذهابهم جميعًا في مهمّة، يلتقون صدفةً بأفراد فريق الصاروخ ويكتشفون آخر خططهم.                 |
| 14         | البقاء على مسافة مريحة!                       | يتطوّر بوكيمون "سوبل" الخاص بـ"غو" ليُصبح "دريزايل"، لكنّه ينسحب إلى كهف في متنزّه "سيريز" لسبب غير معروف، ما يُصيب "غو" بالقلق.                                 |
| 15         | على اليابسة، في البحر وفي المستقبل!           | تتّجه "كلوي و"آش" و"غو" إلى "هووين" للقاء مدرّب أبطال السباق "كايلي" وبوكيمونه الـ"فابوريون" ويقترح اشتراكهم في السباق الرياضي المائي للأطفال.                |
| 16         | أبسول بريء!                                   | يسافر "غو" و"آش" إلى بلدة "لافاريدج" لمساعدة صديقهما القديم "هودج" بعد جفاف ينابيع عمّه الساخنة… فهل هذا بسبب الـ"أبسول" الذي شوهد على مقربة؟                |
| 17         | معركة العمالقة المحتدمة!                      | يتلقّى "آش" رسالة من صديقة قديمة في "يونوفا" تُدعى "آيريس"، فينطلق ومعه "غو" إلى مدينة "أوبلوسيد" لمواجهتها في معركة سلسلة التتويج العالمية.                  |
| 18         | البحث عن الوردة البيضاء!                      | يسافر "غو" و"آش" إلى "كالوس" للعثور على زهرة جديدة لـ"فلابيبي" الخاص بـ"غو". وبعد بضعة أيام، يزوران باحثة في علم النبات لمعرفة آراء الخبراء.                |
| 19         | محقق من اجل الحقيقة!                          | تزور الضابطة "جيني" والمفتّش "ديكر" المختبر بحثًا عن الجاني وراء ارتكاب سلسلة من سرقات الكهرباء، ثمّ يقرّر "ديكر" أن "بيكاتشو" هو المسؤول.                      |
| 20         | نصيحة لغوه!                                   | يسافر "آش" و"غو" إلى "باليت" لزيارة الأستاذ "أوك"، الذي يعرض على "غو" وظيفة ضمن فريق بحث مشروع "ميو" ويقابلان عدوّ "آش" اللدود القديم "غاري".                |
| 21         | القدرة على التحمل!                            | يرسل "غو" و"كلوي" البوكيمون "غروكي" و"إيفي" معًا في مهمّة، لكنّهما يتبعانهما سرًّا للإشراف عليهما وتوجيههما، ويفعل فريق الصاروخ الأمر ذاته مع "بيليبر".          |
| 22         | التخلص من موربيكو!                            | بعد محاولتهم وفشلهم في التخلّص من "موربيكو"، يضع فريق الصاروخ خطّة لجعل "غو" يمسك به… ولا يضطرّون بذلك إلى إطعامه ثانيةً.                                       |
| 23         | خطوة لتحقيق الحلم!                            | يسافر "غو" إلى منطقة "سينوه" في مهمّته الأولى ضمن مشروع "ميو"، ويرافقه "آش"... فيتّضح أنّ تجربة التحوّل إلى عضو في الفريق بشكل كامل مهمّة صعبة للغاية!           |
| 24         | تبادل البوكيمونات!                            | يسافر "آش" و"غو" و"كلوي" إلى مدينة "دريفتفيل" بعد سماعهم بشأن بوكيمون "كلينك"، ثم يصادفون فريق الصاروخ داخل كهف ويختلط أعضاء الفريقين ببعضهم.               |
| 25         | الامساك بخاتم القائد!                         | بعد معرفة معلومات عن "فالينكس" من البروفيسور "سيريز"، يذهب "آش" و"غو" إلى "غالار" لرؤيتها. وخلال ذلك، ينجرف هناك "إيسكيو" على طوف جليدي.                    |
| 26         | حل الظلام؟ هلت الكوابيس!                      | يقصد "غو" و"آش" منطقة "سينوه" بعد تقارير عن كوابيس، ويشكّان في أنّ البوكيمون الأسطوري "داركراي" هو المسؤول عن ذلك، وتسافر "كلوي" و"إيفي" إلى هناك أيضًا.       |
| 27         | اضواء ليلة منتصف الصيف!                       | تجد "دون" و"كلوي" البوكيمون المصابة "كريسيليا"، وتقدّمان لها الإسعافات الأولية. أمّا "آش" و"غو"، فلا يزالان يتعقّبان "داركراي"، وكذلك فريق الصاروخ.            |
| 28         | بأقصى قوة كل الوقت!                           | يتسابق "آش" و"غو" عبر جبال جزيرة مهجورة في منطقة "ألولا"، حيث يلتقيان بـ"فيل" و"مايسور" المتحمسَين والتابعَين لفريق الأخوين "فائقَي القوّة".                    |
| 29         | بداية فائقة الصدمة!                           | يبلغ "آش" المسابقة الفائقة، وعليه الآن مواجهة قائد الصالة الرياضية "فولكنر" في معركة متّقدة في مدينة "صاني شور" التي تستخدم الطاقة الشمسية.                  |
| 30         | المحقق دريزل!                                 | يتسبّب شيء ما في اختفاء بيانات مختبر "سيريز" فجأة، ويساعد "دريزايل" الفريق على تعقّب المجرم الغامض.                                                           |
| 31         | ليلا ونهارا، اثنان في واحد!                   | يصل "آدم" و"غو" و"كلوي" إلى قلعة "إكليببس" لمقابلة "إسبيون" و"أمبريون" ورؤية قوّتي البوكيمون الخاصّتين بهما بشكل مباشر.                                       |
| 32         | مهمة المقياس الذهبي!                          | بحثًا عن بوكيمون الشمس "فولكارونا"، يتوجّه "آش" و"غوه" إلى "أنقاض العملاق" في منطقة "يونوفا" لأجل أوّل مهمّة تجريبية لـ"غوه" من مشروع "ميو"                     |
| 33         | مهووس بالبوكيمون الازرق!                      | يراقب الطاقم "فولتورب" الكروي النادر ويتعثّر في "غورمان"، مهووس البوكيمونات الزرقاء… لكنّ فريق الصاروخ يخطّط لإفساد المرح مع هذا الصديق الجديد.                |
| 34         | مذاق المعركة الحلو!                           | تطفو "ألكريمي" اللذيذة، وهي بوكيمون مصنوعة من الكريمة، نحو "غو" والرفاق. ولاحقًا، تدبّر قائدة الصالة الرياضية "أوبال" تحديًا خاصًّا مع "ليون".                   |
| 35         | نجمة في السماء!                               | يصادف "آش" و"غوه" البطلة "سينثيا" أثناء التحرّي عن ظواهر غريبة في منطقة "جوتو"، حيث يطغى ظلام الليل الدامس على وقت النهار.                                   |
| 36         | مغامرة من الحجم الكبير!                       | يتلقّى "آش" قفاز "ميغا" من المشجّعة "كورينا" في مدينة "شارلور". ولاحقًا، تبحث المجموعة عن حجر "ميغا" لمساعدة "لوكاريو" ليصبح "ميغا" متطوّرًا.                    |
| 37         | المعركة الثالثة ضد بيا!                       | لقد تَواجه "آش" و"بي" مرّتين من قبل… ولكن هل يحالف "آش" حظّ أفضل خلال المواجهة الثالثة في استاد "ستو أون سايد" مع وجود "كورينا" في المدرجات؟                   |
| 38         | معركة بين ميغا وماكس!                         | في معركة ضارية مثيرة للجدل تُسدّد بها الضربات مع "بيا"، يستدعي "آش" كلًّا من "سيرفيشيد" و"بيكاتشو" و"لوكاريو" لتعزيز هجماته وقوّته الدفاعية.                     |
| 39         | كسر الجليد!                                   | يصطحب "غو" "آش" إلى المدرسة من أجل عرض تقديمي. ولاحقًا، تتسبّب الطالبة المنتقلة "رجينا" والبوكيمون الخاص بها، "غليسيون"، في تجميد طلبة الفصل بالكامل.         |
| 40         | البحث عن المهمة رقم اثنين!                    | يغوص "آش" و"غو" في أعماق مياه منطقة "هووين" من أجل مهمّة "غو" الاختبارية. وهذه المرّة، يذهب للإمساك بالبوكيمون التنين "كيندرا" الجامح.                        |
| 41         | بوابات وورب!                                  | يظهر "فريق الصاروخ" أثناء سفر "آش" و"غو" و"كلوي" إلى منطقة "سينوه" للتحقيق في بلاغات متعددة عن بوكيمونات مفقودة… بما فيها البوكيمون "بيبلاب" الخاص بـ"دون". |
| 42         | مواجهة عند بوابات وورب!                       | يوشك الوقت أن ينفد ويبدأ بالعودة إلى الوراء بينما يدخل "آش" و"غو" وأصدقاؤهما عالمًا غريبًا ويقاتلون جنبًا إلى جنب مع نُسخ مختلفة من شخصياتهم.                   |

### بوكيمون: سجلات آركياس
أثناء البحث في قصّة البوكيمون الأسطوري "آركياس"، يكشف "آش" و"غوه" و"دون" عن مخطّط فريق "غالاكتيك" الذي يضع العالم تحت التهديد.
اربع حلقات خاصة صدرت على نتفليكس على شكل فيلم في 23 سبتمبر 2022.

### رحلة البوكيمون القصوى
الموسم الخامس والعشرون من المسلسل، صدر على نتفليكس في 24 نوفمبر 2023.
| رقم الحلقة     | عنوان الحلقة                       | وصف للحلقة |
| -------------- | ---------------------------------- | --- |
| 01             | القطار الشبح!                      | في طريقهما للحاق برحلة إلى "ستوو أون سايد"، ينطلق "آش" و"غوه" في رحلة مثيرة على متن قطار أشباح غامض ومخيف.                                                      |
| 02             | طريق الشهرة الصعب!                 | على أمل أن يجعل بوكيمونه "غینغار" يتطور إلى "جیغانتاماكس"، يلجأ "آش" و"غوه" لقائد الصالة الرياضية من النوع الشبحي "ألیستر" للمساعدة.                            |
| 03             | كل شيء يكمن في الاسم!              | عندما يتأثر بوكيموناه "ماغنیمایت" و"فرنسوا" بموجات مغناطيسية غريبة، يتعاون "رين" مع "آش" و"غوه" و"كريسا" والبروفيسور "سيريس" لحل اللغز.                         |
| 04             | ضيف جديد!                          | عندما تجذب "لیلیغنت" اهتمام "ھیراكروس"، تشعر "بينسر" بالإحباط. فهل ينجح درس في تنسيق الزهور للبوكيمونات في حل المشكلة؟                                          |
| 05             | الخيّر، السيئ والمحظوظ!             | يقرر فريق "روكيت"، المستاء من نتائج مهماتهم غير المُرضية دائمًا، تتبع "بیلیبیر" لمعرفة من يقف وراء "برايز ماستر".                                                 |
| 06             | الذيل المنارة!                     | يخطط مركز الفضاء لاستخدام ضوء "أمفاروس" لإرشاد قمر صناعي إلى طريق العودة. لكن حين يفقد "أمفاروس" ثقته بنفسه، يقع الأمر على عاتق "سوفوكليز" لإنقاذ الموقف.       |
| 07             | تطور في الذوق!                     | آملاً في إضافة المزيد لمجموعته، يصطحب "غوه" صديقه "آش" إلى جزيرة "سلوبوك" حيث يتذوقان الأطعمة المحلية بعد مقابلتهما مجموعة مختلفة من "السلوبوك".                 |
| 08             | خارج عن المألوف!                   | يزور "آش" و"غوه" و"كلوي" سيرك البوكيمون، حيث يواجه مؤدو الفقرة الختامية مشكلة حين لا يتغيّر بوكيموناهما من نوع "إیفي" كما كان متوقعًا.                            |
| 09             | من صفر إلى أحد عشر!                | بينما تستمر حفلة التتويج العالمية للبوكيمون، يتطلع "آش" لتحدي نجمة صاعدة من منطقة "غالار"، لكنه يتلقّى إرشادات خطأ من فريق "ييل".                                |
| 10             | لقاء المونارش!                     | في الوقت الذي يذهب فيه "غوه" للبحث عن بوكيمون في منطقة "غالار"، يتدرب "آش" مع واحد من أكبر المدربين في العالم يُدعى "ليون".                                      |
| 11             | عجائب العصا الواحدة!               | أثناء توجههما إلى المنطقة البرية، يصادف "آش" و"غوه" بوكيمون "ثواكي" يواجه مشكلة؛ إذ يمتلك عصًا واحدة بينما يحتاج إلى اثنتين.                                     |
| 12             | القتال في المعركة الغارة الجليدية! | أثناء مهمته الأخيرة لمشروع "ميو"، يقوم "غوه" وبعض الحلفاء بتحدي البوكيمون الأسطوري "أرتيكونو" في معركة غارة.                                                    |
| 13             | المستقبل الآن، بفضل الاستراتيجية!  | لإتقان هجوم جديد، يحصل بوكيمون "سيرفيتشد" على مساعدة غير متوقعة من "دراكوفيش". ولكن، هل يضمن الهجوم صمود "آش" في معاركه القادمة؟                                |
| 14             | إثنان للفريق!                      | خلال مواجهته ضد "دراسنا"، يدرك "آش" أن العلاقة القوية بين البوكيمونات هي المهارة الأساسية.                                                                      |
| 15             | لقاء بعد غياب!                     | أثناء زيارة "كلوي" إلى مدينة "ليليكوف" لرؤية البوكيمون "سيلفيون"، تتعرف "ليزيا" عليها وتشجعها للمشاركة في إحدى مسابقات البوكيمون.                               |
| 16             | مغامرة عبر موجات الراديو!          | في محاولة لكسب المزيد من الدعم لفريق "روكيت"، يستولي "جيسي" و"جيمس" على قناة بث إذاعي ويكسبان معجبين غير متوقعين.                                               |
| 17             | مساعدة الأخ الأكبر!                | عندما يخرج سلوك البوكيمونات في متنزه "سوريز" عن مساره، يتعين على بوكيمون "يامبر" تصحيح الأمور.                                                                  |
| 18             | هالة القدر!                        | آملاً في زيادة قوة بوكيمونه "لوكاريو"، يتوجه "آش" إلى منطقة "كالوس" ليلتقي مجددًا ببوكيمون "غرينينجا"، الذي يشارك تلميذه بعض الدروس.                              |
| 19             | الهدف: الفائزون الثمانية الأوائل!  | يتعين على "آش" الصمود في معركة ضد مدرب مشهور ليحل ضمن الثمانية الأوائل. غير أن كل الأنظار في الساحة تتجه نحو المنافس المتواضع القادم من "كانتو".                |
| 20             | التقدم في مشروع ميو!               | في مهمته التالية لمشروع "ميو"، يتعين على "غوه" الفوز في مسابقة البقاء في "سي موفيل" ليتمكن من التأهل كأحد المطاردين الثلاثة المختارين.                          |
| 21             | لمَ الشمل!                          | في إحدى الأراضي المتجمدة، يبحث "آش" و"غوه" و"كلوي" عن بوكيمون نادر، بينما تأمَل "ليلي" وعائلتها أن يلتئم شملهم بأبيها المفقود.                                   |
| 22             | مساعدة البطل!                      | في منطقة "ألولا"، يشارك "آش" في معركة ملكية مع ثلاثة مدربين آخرين. ولكن حين يتمكن كل فريق من مهاجمة أي بوكيمون، فمن سينجو؟                                      |
| 23             | إكمال المهمة حتى النهاية!          | ينافس "غوه" في مهمة الاختبار الأخيرة لمشروع "ميو" المتمثل في صيد "ريجيليكي" و"وريجيدراغو". فهل سيحصل على عدد كافٍ من "التوكنز" ليفوز بلقب "المطارِد"؟             |
| 24             | أصدقاء ومنافسون!                   | استعدادًا لبطولة الثمانية الأوائل، يجتمع "آش" مجددًا مع العديد من شركائه من البوكيمونات ليواجه منافسًا قديمًا، ويزداد قوةً قدر الإمكان.                              |
| 25             | رفعت الستارة، بدأ القتال!          | تنطلق بطولة الثمانية الأوائل من حفلة التتويج العالمية للبوكيمون! فيَصِل "آش" إلى استاد "ويندون" في الوقت المناسب لحضور المعركة بين "ليون" و"آلاين".               |
| 26             | فخر بطل!                           | في بطولة الثمانية الأوائل، يشاهد "آش" و"غوه" و"هوب" مواجهة "لانس" ضد "ديانثا" على منصة الأحلام.                                                                 |
| 27             | الطريق إلى البطولة!                | يشجع "آش" وصديقاه "سينثيا" و"أيريس" في المعركة الثالثة من بطولة الثمانية الأوائل. ومع تبقّي منافسة أخيرة من المسابقة، هل ستُكلل جهود تدريب "آش" بالنجاح؟          |
| 28             | القتال بقوة كستون!                 | يخوض "آش" مواجهةً ضد "ستيفين ستون" في بطولة الثمانية الأوائل. فهل يمكن لبطل منطقة "ألولا" أن يثبت جدارته للوقوف على نفس المسرح مع أقوى المدربين؟                 |
| 29             | إمكانيات لامحدودة!                 | خلال رحلة تخييم مع عائلتها، تقابل "كلوي" اثنين من أصدقاء والدها القدامى، واللذين يساعدانها في اتخاذ قرارها بشأن تطوير "إيفي" من عدمه.                           |
| 30             | إنه وقت البطل!                     | في صبيحة مواجهة "ليون" و"ديانثا"، يصادف "آش" و"سينثيا" معجبَين صغيريَن يحملان العديد من الأسئلة حول اختيار شركائهم من البوكيمونات.                                |
| 31             | غرابة، معركة، ذهول!                | في نصف النهائي، تخوض "سينثيا"، بطلة منطقة "سينوه"، مواجهة ضد "آش"، أول بطل لمنطقة "ألولا"، وذلك من أجل فرصة مواجهة "ليون" الذي لم يسبق أن هزمه أحد على الإطلاق. |
| 32             | الشجاعة: جزء إستراتيجيّ من القتال!  | بينما تستمر المواجهة الملحمية، يواجه المنافس المستضعف "آش" صعوبة في مجاراة البطلة "سينثيا" واستراتيجيتها العنيفة، غير أنه لن يخرج مستسلمًا دون معركة.            |
| 33             | حصر المنافسة!                      | مع احتدام المعركة، لا يتبقى بحوزة "آش" سوى بوكيمون واحد فقط، وهو "لوكاريو". فهل ستقودهما علاقتهما الوثيقة إلى الفوز على بطلة "سينوه"؟                           |
| 34             | على مرمى حجر!                      | عشية النهائيات، يستمتع "آش" و"غوه" بيوم استراحة في البلدة، ويصادفان مجموعة من بوكيمونات "نيكت" التي أصبحت معروفة بتعليمها البوكيمونات الأخرى حسن السلوك.        |
| 35             | فيضان التكتيك!                     | بينما يلبي "غوه" نداءً طارئًا من مشروع "ميو"، يتجه "آش" إلى نهائيات بطولة الثمانية الأوائل، حيث يطلب "ليون" خوض المعركة بأقصى قوتهما.                             |
| 36             | معاناة المنافسة!                   | تستعر المعركة مع تقلص عدد البوكيمونات إلى الخمسة الأخيرة لدى كلا المنافسَين. ويكافح "آش" ليتفوق على "ليون" الذي يستعيد السيطرة دون عناء.                         |
| 37             | تصدي ايقاع الطبول!                 | تستمر المعركة المحتدمة لتحديد المدرب الأقوى، فهل يتمكن "آش" من تحقيق الفوز النهائي؟                                                                             |
| 38             | شريكان في الوقت!                   | مع ظهور البوكيمون الأسطوري "إترناتوس" فوق استاد "ويندون"، يمنح "آش" و"ليون" فرصة لجولة إضافية، حيث يصبح الأمر متعلقًا بمواجهة بين الشركاء.                       |
| 39             | الرؤية من الجبل المسطح!            | بعد تلقيهم إشارات طاقة نفسية، ينطلق "المطاردون" لتسلق جبل "الطاولة" المحفوف بالمخاطر بحثًا عن "ميو"، غير أنهم يواجهون مفاجأة في الطريق.                          |
| 40             | المستقبل بين ايدينا!               | على جزيرة "فاراواي"، يكتشف "المطاردون" أمورًا مذهلة ويجدون أنفسهم في عالم غامض، حيث يلتقي "غوه" بصديق قديم.                                                      |
| 41             | لقاء البطلين!                      | يدفع "غوه" طموح جديد يدعوه لأن يصبح مدربًا جديرًا بشراكة مع "ميو"، ولكنه يحتار في كيفية التطرق للموضوع أثناء خروجه للتخييم مع "آش" و"كلوي".                       |
| 42             | إنها بداية شيء مهم!                | تُوقِد معركة ملحمية مع "بوكيمون" أسطوري شعلة الحماس في قلبي "آش" و"غوه" من جديد، لكن قبل أن ينطلقا في رحلات جديدة، يتعين عليهما توديع بعضهما أولًا.                |
| 43             | مناطق المغامرات القديمة!           | أثناء تجوّله في الغابة، يسلك "آش" طريقًا عشوائيًا يقوده إلى مواجهات مثيرة مع أنواع مختلفة من البوكيمونات… والأعداء.                                                |
| 44             | مواجهة القدر!                      | تعتقد "ميستي" أن ثمة صلة قُدّر لها أن تكون بينها وبين "كلانشر" برّي، فيما يظن "آش" أن الـ"كورفيش" التابع له قد اتخذ قراره بشأنه سلفًا، والحل يكمن في معركة صيد!     |
| 45             | أبطالنا تحت تأثير السحر!           | لإسعاد "بروك" المُحبط، يأخذه "آش" وأصدقاؤه إلى حقل زهور قريب، حيث يضل طريقه وهو يطارد بوكيمون من النوع النفسي المراوغ                                            |
| 46             | السيطرة على الجليد!                | على قمة جبل تغطيه الثلوج، يحاول "آش" والفريق مساعدة "بيرتيك" حزين عبر تشجيعه لاستعادة السيطرة على قواه الجليدية.                                                |
| 47             | فريق يستحق الشغف!                  | يقرر "آش" وأصدقاؤه تشجيع صديقهم القديم "سكويرتل" في عرض "فريق مكافحة الحرائق"، غير أن مديري البوكيمون المشهور يمنعان المجموعة من إلقاء التحية.                  |
| 48             | القمر نفسه، الآن وإلى الأبد!       | عندما يتسبب فريق "روكيت" في انفصال "بيكاتشو" عن باقي أفراد مجموعته، يلجأ "آش" للصلة القوية بينهما لتعقّب صديقه المُقرّب.                                           |
| 49             | رحلة لابراس!                       | يأخذ بوكيمون "لابراس" ودود "آش" إلى جزيرة نائية، حيث يجد بوكيمونًا من النوع المائي بحاجة إلى مساعدة المدرب. إلّا أن "آش" يعجز عن إنقاذ البوكيمون المحتجز بمفرده.  |
| 50             | البحث عميقاً!                       | عندما يبدأ كيان خارق للطبيعة بسرقة أغراض على شكل قلب من منازل بلدة صغيرة، يتّحد "آش" و"بروك" و"ميستي" لحل اللغز.                                                 |
| 51             | انتقام فريق روكيت!                 | ينطلق فريق "روكيت" في مهمة انتقام لالتقاط المزيد من البوكيمونات لزعيمهم، وتنطوي خطوتهم الأولى على إرسال "مايم جونيور" لكسب ثقة "بيكاتشو".                       |
| 52             | آش ولاتيوس!                        | تقوم "لاتياس" بأخذ "آش" في رحلة لاكتشاف ما حدث لـ"لاتيوس"، لكن إنقاذ البوكيمون الأسطوري يصبح تحديًا كبيرًا أكثر مما كانا يتوقعان.                                 |
| 53             | قوس القزح وسيد البوكيمون!          | عندما يتفرّق الفريق، يعود "آش" و"بيكاتشو" إلى بلدة "باليت"، حيث يجدان الاسترخاء الذي كانا في حاجة ماسة إليه… قبل أن يظهر فريق "روكيت".                           |
| 54 (حلقة خاصة) | السماء الزرقاء البعيدة!            | يسافر "آش" عبر ممر جبلي إلى بلدة قريبة للقاء والده، وفي الطريق يصادف صبيًا غامضًا مهتمًا بشدة بالبوكيمون.                                                          |

## أغنية المقدمة
| خذني في رحلة إخترني سنكون أفضل فريق نفعل كل شيء معًا نتعلم ونتدرب هيا هيا أينما تذهب سنكون معًا خذني في رحلة إلى قلبك رحلة إلى قلبك بوكيمون |
| —رحلة سيد البوكيمون |

| (بوكيمون، سأجمَعُها الآن!) فَلتساندني، بِقوَتِك ساعدني (بوكيمون!) واو، لِحُلمِنا الوَحيد نَحو عالمٍ جَديد (بوكيمون، سأجمَعُها الآن!) لِنُصرَة الخَير، لِدَحرِِ الشَرِ عن الغَير عَلِمني وَخُذ مِني (بوكيمون!) سأجمَعُها الآن! بوكيمون! |
| —بوكيمون: أن تكون سيد بوكيمون |

## روابط خارجية
- Pokémon Journeys: The Series  في قاعدة بيانات الأفلام على الإنترنت (بالإنجليزية)
- رحلة البوكيمون (مسلسل) في روتن توميتوز.